# Zazie Beetz
Zazie Olivia Beetz (pronuncia tedesca: [zaˈsiː ˈbeːts], pronuncia inglese americana: [zəˈsiː ˈbeɪts]; Berlino, 1º giugno 1991) è un'attrice e modella statunitense con cittadinanza tedesca.

## Biografia
Zazie nasce a Berlino nel 1991, figlia d'un ebanista tedesco, Thomas Beetz, emigrato negli Stati Uniti dall'ex Germania dell'Est nel 1990, un anno dopo la caduta del Muro di Berlino, e di un'assistente sociale afroamericana originaria di New York. Conosciutisi nella Grande Mela, i suoi genitori vollero poi ristabilirsi in Germania, dove si sposarono e la madre restò incinta; la futura attrice crebbe dunque fino agli otto anni nella capitale tedesca, per poi trasferirsi in pianta stabile a New York (pur ritornando periodicamente in Germania per buona parte della propria adolescenza); i genitori divorziano quand'era ancora molto piccola. Il suo nome, Zazie, le venne dato in omaggio alla piccola protagonista del film Zazie nel metrò di Louis Malle, tratto dal romanzo di Raymond Queneau, la cui pronuncia - anche inglese - è derivata da quella adoperata dal doppiaggio tedesco della pellicola. Ha un fratello minore di nome Justin.
Sin dall'infanzia si esibisce in teatro su palcoscenici locali e in varie comunità di Berlino. Zazie ha anche conseguito una laurea in francese presso lo Skidmore College. Ha esordito sul grande schermo recitando in un ruolo minore nel film James White. È nota principalmente per il ruolo di Vanessa nella serie statunitense Atlanta. Nel 2018 interpreta l'eroina Domino nel film Deadpool 2. Nel 2019 interpreta Sophie Dumond nel film Joker, candidato a undici Premi Oscar.

## Filmografia

### Attrice

#### Cinema
- James White, regia di Josh Mond (2015)
- Applesauce, regia di Onur Tukel (2015)
- Wolves - Il campione (Wolves), regia di Bart Freundlich (2016)
- Finding Her, regia di Vlad Feirer (2017)
- Sollers Point, regia di Matthew Porterfield (2017)
- Geostorm, regia di Dean Devlin (2017)
- Dead Pigs, regia di Cathy Yan (2018)
- Deadpool 2, regia di David Leitch (2018) – Neena Thurman / Domino
- Slice, regia di Austin Vesely (2018)
- High Flying Bird, regia di Steven Soderbergh (2019)
- Lucy in the Sky, regia di Noah Hawley (2019)
- Joker, regia di Todd Phillips (2019)
- Seberg - Nel mirino (Seberg), regia di Benedict Andrews (2019)
- Wounds, regia di Babak Anvari (2019)
- Nine Days, regia di Edson Oda (2020)
- The Harder They Fall, regia di Jeymes Samuel (2021)
- Bullet Train, regia di David Leitch (2022)
- Joker: Folie à Deux, regia di Todd Phillips (2024)

#### Cortometraggi
- The Crocotta, regia di Eric Stumpf (2013)
- Beasts, regia di Axel Öhman (2014)
- 5th & Palisade, regia di Chad Scarborough (2015)
- Double Bind, regia di Ted Day (2015)
- MBFF: Man's Best Friend Forever, regia di Tony Ducret (2016)
- Houseplants, regia di Prashanth Kamalakanthan (2017)
- That's Harassment, regia di Sigal Avin (2018)

#### Televisione
- Margot vs. Lily – miniserie TV, 4 episodi (2016)
- Easy – serie TV, 4 episodi (2016-2017)
- Atlanta – serie TV, 30 episodi (2016-2022)
- Black Mirror - serie TV, episodio 6x04 (2023)
- Full Circle, regia di Steven Soderbergh – miniserie TV (2023)

### Doppiatrice
- Invincible – serie animata, 8 episodi (2021)
- Troppo cattivi (The Bad Boys), regia di Pierre Perifel (2022)
- IF - Gli amici immaginari (IF), regia di John Krasinski (2024)

## Riconoscimenti
- Premio Emmy
  - 2018 – Candidatura per la miglior attrice non protagonista in una serie commedia per Atlanta

## Doppiatrici italiane
Nelle versioni in italiano delle opere in cui ha recitato, Zazie Beetz è stata doppiata da:
- Erica Necci in Deadpool 2, Joker, Wounds, The Harder They Fall, Bullet Train, Full Circle, Joker: Folie à Deux
- Rossa Caputo in High Flying Bird, Nine Days
- Gea Riva in Geostorm
- Chiara Gioncardi in Atlanta
- Emanuela Damasio in Easy
- Ilaria Egitto in Lucy in the Sky
- Francesca Fiorentini in Seberg - Nel mirino
- Ughetta d'Onorascenzo in Black Mirror

Da doppiatrice è sostituita da:
- Paola Michelini in Troppo cattivi, Troppo cattivi 2